# Associazione Calcistica Perugia Calcio 2023-2024
Questa voce raccoglie le informazioni riguardanti l'Associazione Calcistica Perugia Calcio nelle competizioni ufficiali della stagione 2023-2024.

## Stagione
Nella stagione 2023-2024 il Perugia disputa il girone B del campionato di Serie C, nel quale ha raccolto 63 punti con il quarto posto finale. Il campionato è stato vinto dal Cesena con 96 punti che torna in Serie B, seguito dalla sorpresa Carrarese che ha vinto i Play-off. Il Perugia entra in scena nei Play-off nel secondo turno della fase a gironi superando il Rimini (0-0) ma piazzato settimo in campionato. Nella fase nazionale il Perugia incrocia la Carrarese, che vince entrambe le gare. Allenato da Francesco Baldini fino a Natale, nel girone di andata, chiuso con 30 punti in quinta posizione, poi dopo la sconfitta (2-0) patita ad Arezzo, da Alessandro Formisano fino al termine della stagione. Nella Coppa Italia di Serie C nel primo turno il Perugia ha superato (1-3) il Monterosi Tuscia, mentre nel secondo turno è uscito dal torneo perdendo (1-0) a Rimini.

## Divise e sponsor
La prima maglia è rossa con calzoncini e calzettoni rossi con risvolti bianchi, la seconda maglia è bianca con calzoncini e calzettoni bianchi con risvolti rossi. Mentre il main sponsor di stagione è Vitakraft, mentre lo sponsor tecnico è Frankie Garage.

## Rosa
| N. |                      | Ruolo | Calciatore                  |
| -- | -------------------- | ----- | --------------------------- |
| 1  | Albania (bandiera)   | P     | Alessio Abibi               |
| 3  | Italia (bandiera)    | D     | Damiano Cancellieri         |
| 4  | Italia (bandiera)    | C     | Edoardo Iannoni             |
| 5  | Italia (bandiera)    | D     | Gabriele Angella (capitano) |
| 6  | Croazia (bandiera)   | D     | Stipe Vulikić               |
| 7  | Colombia (bandiera)  | D     | Yeferson Paz Blandón        |
| 8  | Italia (bandiera)    | A     | Federico Ricci              |
| 9  | Argentina (bandiera) | A     | Federico Vázquez            |
| 10 | Brasile (bandiera)   | A     | Ryder Matos                 |
| 11 | Italia (bandiera)    | A     | Alessandro Seghetti         |
| 12 | Lituania (bandiera)  | P     | Marius Adamonis             |
| 14 | Italia (bandiera)    | A     | Daniel Bezziccheri          |
| 15 | Italia (bandiera)    | D     | Cristian Dell'Orco          |
| 16 | Italia (bandiera)    | C     | Paolo Bartolomei            |

| N. |                           | Ruolo | Calciatore             |
| -- | ------------------------- | ----- | ---------------------- |
| 17 | Germania (bandiera)       | A     | Younes Ebnoutalib      |
| 18 | Italia (bandiera)         | C     | Christian Acella       |
| 21 | Italia (bandiera)         | A     | Nicolò Cudrig          |
| 22 | Italia (bandiera)         | P     | Jacopo Furlan          |
| 23 | Italia (bandiera)         | C     | Francesco Lisi         |
| 24 | Italia (bandiera)         | C     | Emanuele Torrasi       |
| 25 | Italia (bandiera)         | D     | Raul Morichelli        |
| 26 | Italia (bandiera)         | C     | Simone Santoro         |
| 28 | Costa d'Avorio (bandiera) | C     | Christian Kouan        |
| 71 | Italia (bandiera)         | D     | Andrea Bozzolan        |
| 84 | Lituania (bandiera)       | A     | Adrian Lickūnas        |
| 86 | Italia (bandiera)         | C     | Giovanni Giunti        |
| 94 | Italia (bandiera)         | D     | Francesco Mezzoni      |
|    | Senegal (bandiera)        | A     | Youssouph Cheikh Sylla |

## Calciomercato

### Sessione estiva(dall'1/7 all'1/9)
| Acquisti | Acquisti | Acquisti | Acquisti |
| R.       | Nome     | da       | Modalità |
| -------- | -------- | -------- | -------- |

| Cessioni | Cessioni | Cessioni | Cessioni |
| R.       | Nome     | a        | Modalità |
| -------- | -------- | -------- | -------- |

### Sessione invernale(dal 1/1 al 31/1)
| Acquisti | Acquisti               | Acquisti   | Acquisti   |
| R.       | Nome                   | da         | Modalità   |
| -------- | ---------------------- | ---------- | ---------- |
| A        | Youssouph Cheikh Sylla | Vis Pesaro | definitivo |

| Cessioni | Cessioni          | Cessioni | Cessioni   |
| R.       | Nome              | a        | Modalità   |
| -------- | ----------------- | -------- | ---------- |
| A        | Younes Ebnoutalib |          | svincolato |
| P        | Jacopo Furlan     |          | svincolato |

## Risultati

### Serie C

#### Girone di andata
| Lucca 1º settembre 2023, ore 20:45 CEST 1ª giornata | Lucchese               | 0 – 0 referto | Perugia | Stadio Porta Elisa (3 693 spett.)\| Arbitro: \| Delrio (Reggio Emilia) \| |
| Arbitro:                                            | Delrio (Reggio Emilia) |               |         |                                                                           |

| Arbitro: | Emmanuele (Pisa) |

|                 |           |          |
| Cancellieri 84’ | Marcatori | 62’ Aloi |

| Arbitro: | Turrini (Firenze) |

|              |           |                         |
| Valentini 6’ | Marcatori | 41’ Iannoni 45’ Vázquez |

| Arbitro: | Di Francesco (Ostia Lido) |

|           |           |              |
| Matos 80’ | Marcatori | 56’ Nicastro |

| Arbitro: | Scarpa (Collegno) |

|                        |           |                          |
| Lamesta 22’ Ubaldi 71’ | Marcatori | 11’ Kouan 33’ Bartolomei |

| Arbitro: | Marotta (Sapri) |

|            |           |  |
| Santoro 8’ | Marcatori |  |

| Arbitro: | Castellone (Napoli) |

|  |           |                  |
|  | Marcatori | 15’ Lisi 55’ Paz |

| Arbitro: | Arena (Torre del Greco) |

|              |           |                 |
| Seghetti 70’ | Marcatori | 60’ Fischnaller |

| Arbitro: | Leone (Barletta) |

|  |           |                         |
|  | Marcatori | 45+2’ Vázquez 51’ Kouan |

| Recanati 26 ottobre 2023, ore 20:45 CEST 10ª giornata | Recanatese           | 0 – 0 referto | Perugia | Stadio Nicola Tubaldi\| Arbitro: \| Pezzopane (L'Aquila) \| |
| Arbitro:                                              | Pezzopane (L'Aquila) |               |         |                                                             |

| Arbitro: | Mastrodomenico (Matera) |

|                          |           |             |
| Seghetti 16’ Santoro 25’ | Marcatori | 36’ Tascone |

| Arbitro: | Rinaldi (Bassano del Grappa) |

|                   |           |              |
| Saco 46’ Peli 60’ | Marcatori | 88’ Seghetti |

| Arbitro: | Scatena (Avezzano) |

|            |           |  |
| Vázquez 8’ | Marcatori |  |

| Arbitro: | Nicolini (Brescia) |

|               |           |              |
| Gambale 90+4’ | Marcatori | 34’ Seghetti |

| Arbitro: | Ancora (Roma) |

|             |           |             |
| Matos 45+2’ | Marcatori | 37’ Capello |

| Arbitro: | Giaccaglia (Jesi) |

|  |           |         |
|  | Marcatori | 43’ Paz |

| Arbitro: | Gigliotti (Cosenza) |

|                          |           |                              |
| Iannoni 15’ Seghetti 39’ | Marcatori | 31’ Pucciarelli 65’ Karlsson |

| Arbitro: | Calzavara (Varese) |

|                          |           |  |
| Risaliti 35’ Gucci 90+2’ | Marcatori |  |

| Arbitro: | Galipò (Firenze) |

|  |           |                            |
|  | Marcatori | 18’, 39’ Hraiech 70’ Berti |

#### Girone di ritorno
| Arbitro: | Mirabella (Napoli) |

|                                       |           |  |
| Ricci 35’ Paz Blandon 73’ Sylla 90+3’ | Marcatori |  |

| Arbitro: | Scarpa (Collegno) |

|  |           |                          |
|  | Marcatori | 90+3’ (aut.) Di Pasquale |

| Arbitro: | Gasperotti (Rovereto) |

|                               |           |         |
| Lisi 60’ Paz Blandon 64’, 72’ | Marcatori | 4’ Peda |

| Arbitro: | Cherchi (Carbonia) |

|                       |           |                            |
| Guidi 53’ Delpupo 86’ | Marcatori | 22’ Sylla 43’, 77’ Mezzoni |

| Perugia 3 febbraio 2024, ore 18:30 CET 24ª giornata | Perugia            | 0 – 0 | Rimini | Stadio Renato Curi (3835 spett.)\| Arbitro: \| Virgilio (Trapani) \| |
| Arbitro:                                            | Virgilio (Trapani) |       |        |                                                                      |

| Arbitro: | Madonia (Palermo) |

|            |           |  |
| Sandri 67’ | Marcatori |  |

| Arbitro: | Drigo (Portogruaro) |

|              |           |  |
| Seghetti 85’ | Marcatori |  |

| Arbitro: | Crezzini (Siena) |

|                    |           |  |
| Diakite 77’ (rig.) | Marcatori |  |

| Arbitro: | Vergaro (Bari) |

|                     |           |  |
| Sylla 45’ Lewis 55’ | Marcatori |  |

| Arbitro: | Gianquinto (Parma) |

|              |           |  |
| Seghetti 87’ | Marcatori |  |

| Arbitro: | Turrini (Firenze) |

|                                                          |           |  |
| Corbari 34’, 41’, 65’ Petermann 55’ (rig.) Montevago 70’ | Marcatori |  |

| Arbitro: | De Angeli (Milano) |

|                                 |           |  |
| Lisi 35’ (rig.) Paz Blandon 40’ | Marcatori |  |

| Arbitro: | Arena (Torre del Greco) |

|  |           |                |
|  | Marcatori | 7’ Paz Blandon |

| Arbitro: | Manzo (Torre Annunziata) |

|                          |           |                            |
| Iannoni 70’ Seghetti 81’ | Marcatori | 60’ Sannipoli 83’ Teraschi |

| Arbitro: | Cavaliere (Paola) |

|               |           |  |
| Finotto 90+1’ | Marcatori |  |

| Arbitro: | Burlando (Genova) |

|                                            |           |  |
| Vázquez 25’ Iannoni 45+1’ Ricci 66’ (rig.) | Marcatori |  |

| Arbitro: | Zanotti (Rimini) |

|          |           |  |
| Neri 49’ | Marcatori |  |

| Arbitro: | Vingo (Pisa) |

|             |           |               |
| Vázquez 62’ | Marcatori | 50’ Lazzarini |

| Arbitro: | Mazzoni (Prato) |

|                         |           |  |
| Prestia 18’ Corazza 37’ | Marcatori |  |

### Play-off

#### Fase a gironi
| Perugia 11 maggio 2024 Secondo turno | Perugia                 | 0 – 0 | Rimini | Stadio Renato Curi\| Arbitro: \| Arena (Torre del Greco) \| |
| Arbitro:                             | Arena (Torre del Greco) |       |        |                                                             |

##### Fase nazionale
| Arbitro: | Calzavara (Varese) |

|  |           |                         |
|  | Marcatori | 3’ Zanon 50’ Di Gennaro |

| Arbitro: | Ancora (Roma) |

|            |           |                      |
| Panico 31’ | Marcatori | 24’ Lisi 90+3’ Sylla |

### Coppa Italia Serie C

#### Turni eliminatori
| Arbitro: | Mazzoni (Prato) |

|           |           |                                         |
| Piroli 6’ | Marcatori | 21’ Torrasi 44’ Vulikić 56’ (rig.) Lisi |

| Arbitro: | Vogliacco (Bari) |

|            |           |  |
| Capanni 8’ | Marcatori |  |

## Statistiche

### Statistiche di squadra
Statistiche aggiornate al 9 aprile 2024.
| Competizione         | Punti | In casa | In casa | In casa | In casa | In casa | In casa | In trasferta | In trasferta | In trasferta | In trasferta | In trasferta | In trasferta | Totale | Totale | Totale | Totale | Totale | Totale | D.R. |
| Competizione         | Punti | G       | V       | N       | P       | Gf      | Gs      | G            | V            | N            | P            | Gf           | Gs           | G      | V      | N      | P      | Gf     | Gs     | D.R. |
| -------------------- | ----- | ------- | ------- | ------- | ------- | ------- | ------- | ------------ | ------------ | ------------ | ------------ | ------------ | ------------ | ------ | ------ | ------ | ------ | ------ | ------ | ---- |
| Serie C              | 62    | 18      | 10      | 7       | 1       | 27      | 13      | 17           | 7            | 4            | 6            | 16           | 18           | 35     | 17     | 11     | 7      | 43     | 31     | +12  |
| Coppa Italia Serie C | -     | 0       | 0       | 0       | 0       | 0       | 0       | 2            | 1            | 0            | 1            | 3            | 2            | 2      | 1      | 0      | 1      | 3      | 2      | +1   |
| Totale               | -     | 18      | 10      | 7       | 1       | 27      | 13      | 19           | 8            | 4            | 7            | 19           | 20           | 37     | 18     | 11     | 8      | 46     | 33     | +13  |

### Andamento in campionato
| Giornata  | 1  | 2  | 3 | 4 | 5 | 6 | 7 | 8 | 9 | 10 | 11 | 12 | 13 | 14 | 15 | 16 | 17 | 18 | 19 | 20 | 21 | 22 | 23 | 24 | 25 | 26 | 27 | 28 | 29 | 30 | 31 | 32 | 33 | 34 | 35 | 36 | 37 | 38 |
| --------- | -- | -- | - | - | - | - | - | - | - | -- | -- | -- | -- | -- | -- | -- | -- | -- | -- | -- | -- | -- | -- | -- | -- | -- | -- | -- | -- | -- | -- | -- | -- | -- | -- | -- | -- | -- |
| Luogo     | T  | C  | T | C | T | C | T | C | T | T  | C  | T  | C  | T  | C  | T  | C  | T  | C  | C  | T  | C  | T  | C  | T  | C  | T  | C  | C  | T  | C  | T  | C  | T  | C  | T  | C  | T  |
| Risultato | N  | N  | V | N | N | V | V | N | V | N  | V  | P  | V  | N  | N  | V  | N  | P  | P  | V  | V  | V  | V  | N  | P  | V  | P  | V  | V  | P  | V  | V  | N  | P  | V  | P  | N  | P  |
| Posizione | 13 | 14 | 7 | 7 | 9 | 6 | 4 | 6 | 4 | 4  | 3  | 3  | 3  | 4  | 4  | 3  | 4  | 5  | 5  | 4  | 3  | 3  | 3  | 3  | 5  | 4  | 4  | 4  | 4  | 4  | 4  | 4  | 4  | 4  | 4  | 4  | 4  | 4  |

Legenda:

Luogo: C = Casa; T = Trasferta. Risultato: V = Vittoria; N = Pareggio; P = Sconfitta.

### Statistiche dei giocatori
Sono in corsivo i calciatori che hanno lasciato la società a stagione in corso.
| Giocatore | Serie C  | Serie C | Serie C     | Serie C    | Coppa Italia Serie C | Coppa Italia Serie C | Coppa Italia Serie C | Coppa Italia Serie C | Totale   | Totale | Totale      | Totale     |
| Giocatore | Presenze | Reti    | Ammonizioni | Espulsioni | Presenze             | Reti                 | Ammonizioni          | Espulsioni           | Presenze | Reti   | Ammonizioni | Espulsioni |
| --------- | -------- | ------- | ----------- | ---------- | -------------------- | -------------------- | -------------------- | -------------------- | -------- | ------ | ----------- | ---------- |